# Tunga caecigena
Tunga caecigena (лат.) — вид блох из семейства Tungidae. Восточная Азия: Япония, Китай.

## Описание
Паразиты различных видов млекопитающих, среди хозяев грызуны: крысы (Rattus) и мыши (Mus), в том числе, Rattus norvegicus; Rattus rattus; Rattus losea; Mus musculus; Mus bactrianus (Muridae); а также такие насекомоядные, как гигантская белозубка (Suncus murinus, Insectivora, Crocidurinae).
Размер неосом (гипертрофированных самок; длина, ширина, высота): 10×5×6 мм. Вид был впервые описан немецким и английским энтомологом Карлом Йорданом и британским банкиром и натуралистом Чарльзом Натаниэлем Ротшильдом.